# UR-100N
UR-100N, hay còn được biết đến là RS-18A là một tên lửa đạn đạo liên lục địa của Liên Xô trước đây và Nga hiện nay. Tên ký hiệu của NATO cho tên lửa là SS-19 Stiletto, mã định danh công nghiệp 15A30.

## Phát triển
Tên lửa UR-100N được viện thiết kế OKB-52 phát triển từ năm 1970 và tiến hành thử nghiệm từ năm 1973 đến năm 1975. Năm 1976, bắt đầu phát triển phiên bản nâng cấp UR-100NUTTKh (SS-19 Mod 3), việc thử nghiệm tiến hành trong nửa cuối thập kỷ 70. Hệ thống điều khiển của tên lửa được phát triển tại NPO "Electropribor" (Kharkiv, Ukraine).

## Mô tả
Tên lửa UR-100N là tên lửa nhiên liệu rắn phóng từ giếng phóng thế hệ thứ IV có thiết kế tương tự như UR-100 nhưng nó có kích thước, trọng lượng, tính năng, tải trọng đầu đạn lớn hơn nhiều. Tên lửa được phóng từ giếng phóng khác với giếng phóng của tên lửa UR-100.
Thời gian chuẩn bị của tên lửa là 25 phút, thời gian lưu trữ trong kho chứa là 22 năm, và có 6 đầu đạn MIRV.

## Lịch sử vận hành
UR-100N đạt khả năng vận hành bước đầu vào năm 1974, và năm 1978 đã biên chế 190 bệ phóng tên lửa. Năm 1979, UR-100UTTKh đi vào vận hành và đến năm 1983 đã thay thế cho các tên lửa thế hệ cũ, tối đa đã có 360 bệ phóng đi vào hoạt động. Đến năm 1991 giảm xuống còn 300 bệ phóng, và khi Liên Xô tan rã, nhiều bệ phóng đang nằm trên lãnh thổ Ukraine và trở thành sở hữu của nước này. Nga vẫn giữ lại 170 bệ phóng, sau khi đã vô hiệu hóa các tên lửa mang một đầu đạn đơn theo hiệp ước cắt giảm vũ khí chiến lược. Đến năm 2018, lực lượng tên lửa chiến lược của Nga có trong biên chế 20 (hoặc có thể chỉ 10) tên lửa SS-19 còn hoạt động. Những xu hướng chính trị hiện nay đã khiến Nga tái vũ trang lại các tên lửa bằng phương tiện bay dạng tàu lượn siêu vượt âm Avangard (HGV), với định danh cho tên lửa mang Avangard là SS-19 Mod 4. Vào ngày 27 tháng 12 năm 2019, trung đoàn tên lửa đầu tiên được trang bị Avangard HGV chính thức đi vào nhiệm vụ chiến đấu.
Các tên lửa UR-100N của Ukraine cũng được nước này trao trả lại cho Nga để tiến hành vô hiệu hóa đầu đạn.
Không quân Mỹ và National Air and Space Intelligence Center ước tính đến tháng 6 năm 2017 đã có khoảng 50 bệ phóng tên lửa Mod 3 đang biên chế trong lực lượng tên lửa chiến lược của Nga.

## Tên lửa đẩy
Tên lửa đầy Rokot có thiết kế dựa trên tên lửa UR-100N. Đây là loại tên lửa đẩy đã thực hiện nhiều vụ phóng đưa vệ tinh lên quỹ đạo thương mại thành công những năm 1990 và đầu những năm 2000, chỉ có một vụ phóng vệ tinh thất bại diễn ra vào năm 2005 khi tên lửa phóng vệ tinh CryoSat của ESA. Sau vụ phóng thất bại này, các vụ phóng tên lửa đẩy Rockot đã bị đình chỉ. Sau khi nguyên nhân được xác định rõ ràng và các biện pháp khắc phục được thực hiện, Rockot trở lại hoạt động vào ngày 28 tháng 7 năm 2006, với việc phóng thành công vệ tinh quan sát trái đất cho Hàn Quốc.

## Hiệp ước START-1
Hiệp ước START I được Liên Xô ký kết vào năm 1991. Theo đó, Liên Xô buộc phải vô hiệu hóa các đầu đạn hạt nhân cùng với các giếng phóng tên lửa SS-19.  Liên Bang Xô Viết có tổng cộng 300 căn cứ tên lửa UR-100NUTTkH trên lãnh thổ Nga và Ukraine: 130 căn cứ triển khai tại Ukraine và số còn lại đặt tại Nga. Sau khi Liên Xô sụp đổ, Ukraine tuyên bố sở hữu tất cả các tên lửa đặt trên lãnh thổ của mình. Ukraine sau đó đã bắt đầu tháo dỡ các bệ phóng cho tên lửa SS-19 theo hiệp ước START 1. Các đầu đạn hạt nhân được triển khai ở Ukraine cũng được tháo dỡ theo các điều khoản của hiệp ước.

## Vận hành
Nga
Lực lượng tên lửa chiến lược là lực lượng duy nhất vận hành các tên lửa UR-100N. Tính đến tháng 3/2020, 2 căn cứ giếng phóng tên lửa SS-19 Mod 4 được triển khai:
- 13th Red Banner Rocket Division tại Yasny, tỉnh Orenburg

### Vận hành trước đây
Liên Xô
 Ukraina
- Lực lượng vũ trang Ukraine thừa hưởng một số tên lửa từ Liên Xô và đã trả lại cho Nga.

## Link ngoài
- CSIS Missile Threat - SS-19 "Stiletto
- Russian Military Analysis Lưu trữ ngày 12 tháng 5 năm 2018 tại Wayback Machine

Bản mẫu:Universal Rocket